# 穆赫塔爾·阿爾滕巴耶夫
穆赫塔尔·卡帕舍维奇·阿尔滕巴耶夫（羅馬化：Mūhtar Qapaşūly Altynbaev；1945年12月10日—），出生於哈薩克卡拉干達，哈萨克斯坦共和国將領。

## 生平
1945年12月10日，在卡拉干达出生，1964年在卡拉干达航空培训中心畢業，开始在卡拉干达工作，直到1966年10月，並在1965年成為航空培训中心飛行員，且从1972年至1975年為空队指挥官副团长，进行战斗机飞行航空训练。1977年入讀阿尔马维尔高等军事试点学校防空系，並於1985年在朱可夫学院修讀防空畢業，也曾候选政治科学学院。
1985年至1988年，編列成為副指挥官，負責突厥斯坦军区防空部门。哈萨克斯坦独立后，返回家鄉卡拉干达，但总统纳扎尔巴耶夫為了這個新興主权国家能建立一个武装部队，而使其復出，在1992年2月被任命為突厥斯坦军区指挥官。1993年1月任職空军司令，隨後在1996年10月，任為哈萨克斯坦共和国国防部长，2000年3月至2001年12月轉任防空军司令，2001年12月8日再次被任命为国防部长。
2007年1月10日至2010年3月11日，調任參谋聯席會議主席，兼国防部第一副部長。

## 家庭
- 配偶：Алтынбаева Гүлбану Рахымбайқызы。
- 子：Мүслім Мұхтарұлы Алтынбаев，軍人。